# Aquatic House Party
Aquatic House Party é um filme de drama em curta-metragem estadunidense de 1949 dirigido e escrito por Jack Eaton. Venceu o Oscar de melhor curta-metragem em live-action: 1 bobina na edição de 1950.